# Declaració dels Drets de l'Home i del Ciutadà
La Declaració dels Drets de l'Home i del Ciutadà (en francès: La Déclaration des droits de l'homme et du citoyen), establert per l'Assemblea Constituent de França el 1789, és un document de drets civils de la Revolució Francesa. Inspirada pels filòsofs de la Il·lustració, la Declaració va ser una declaració bàsica dels valors de la Revolució Francesa i va tenir un impacte significatiu en el desenvolupament de les concepcions populars de la llibertat individual i la democràcia a Europa i a tot el món.
La Declaració va ser redactada inicialment pel marquès de Lafayette, amb l'ajuda de Thomas Jefferson, però la major part de l'esborrany final va ser de Joseph Sieyès. Influïts per la doctrina del dret natural, els drets humans es consideren universals: vàlids en tot moment i en tot lloc. Es va convertir en la base d'una nació d'individus lliures protegits per igual per la llei. S'inclou al començament de les constitucions tant de la Quarta República Francesa (1946) com de la Cinquena República (1958), i es considera vàlid com a dret constitucional.

## Història
El contingut del document va sorgir en gran part dels ideals de la Il·lustració. Lafayette va preparar els principals esborranys en consulta amb el seu amic íntim Thomas Jefferson. L'agost de 1789, Joseph Sieyès i Honoré Mirabeau van tenir un paper central en la conceptualització i la redacció de la Declaració final dels drets de l'home i del ciutadà.
L'últim article de la Declaració dels Drets de l'Home i del Ciutadà va ser adoptat el 26 d'agost de 1789 per l'⁣Assemblea Constituent, durant el període de la Revolució Francesa, com el primer pas per redactar una constitució per a França. Inspirada en la Il·lustració, la versió original de la Declaració va ser discutida pels representants a partir d'un esborrany de 24 articles proposat per el sisè congrés, dirigit per Jérôme Champion de Cicé. L'esborrany es va modificar posteriorment durant els debats. Una segona i més llarga declaració, coneguda com la Declaració dels Drets de l'Home i del Ciutadà de 1793, es va redactar el 1793, però mai no es va adoptar formalment.

## Context

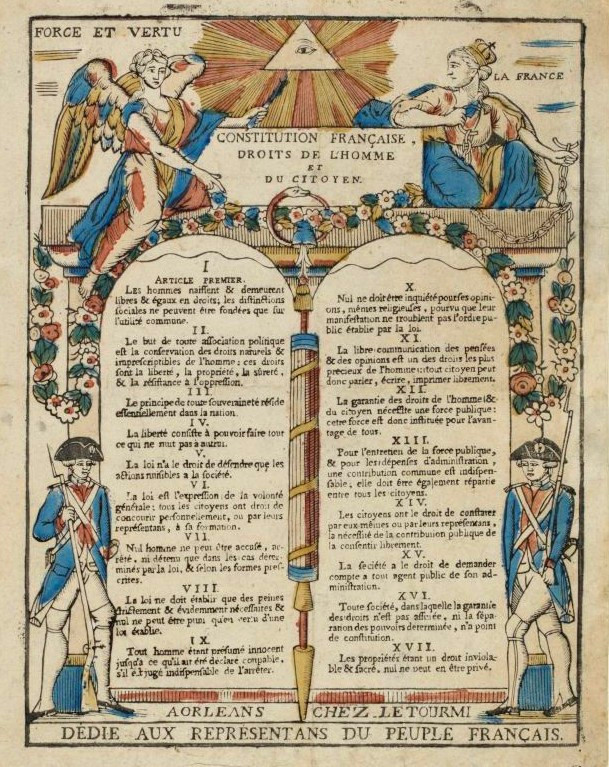
Impressió dels 17 articles de la Declaració dels Drets de l'Home i del Ciutadà el 1789 (Musée de la Révolution française)

Els conceptes de la Declaració provenen dels deures filosòfics i polítics de la Il·lustració, com l'individualisme, el contracte social teoritzat pel filòsof ginebris Rousseau i la separació de poders propugnada pel baró de Montesquieu. Com es pot veure en els textos, la declaració francesa va estar molt influenciada per la filosofia política de la Il·lustració i els principis dels drets humans, igual que la Declaració d'independència dels EUA, que la precedia (4 de juliol de 1776).
Aquests principis es van compartir àmpliament a tota la societat europea, en lloc de limitar-se a una petita elit com en el passat. Això va prendre diferents formes, com ara la "cultura anglesa dels cafès", i es va estendre a les zones colonitzades pels europeus, especialment a l'Amèrica del Nord britànica. Els contactes entre grups diversos a Edimburg, Ginebra, Boston, Amsterdam, París, Londres o Viena van ser molt més grans del que sovint s'estimava.
Les elits transnacionals que compartien idees i estils no eren noves; el que va canviar va ser la seva extensió i les xifres implicades. Sota Lluís XIV, Versalles va ser el centre de la cultura, la moda i el poder polític francesos. Les millores en l'educació i l'alfabetització al llarg del segle XVIII van suposar un públic més gran per a diaris i revistes, amb les lògies maçòniques, les cafeteries i els clubs de lectura que oferien àrees on la gent pogués debatre i discutir idees. L'aparició d'aquesta "esfera pública" va fer que París substituís Versalles com a centre cultural i intel·lectual, deixant la Cort aïllada i menys capaç d'influir en l'opinió.
Assistit per Thomas Jefferson, aleshores ambaixador nord-americà a França, Lafayette va preparar un esborrany que feia ressò d'algunes de les disposicions de la declaració dels EUA. Tanmateix, no hi havia consens sobre el paper de la Corona, i fins que no es resolgués aquesta qüestió, era impossible crear institucions polítiques. Quan es va presentar a la comissió legislativa l'11 de juliol, va ser rebutjada per pragmatistes com Jean Joseph Mounier, president de l'Assemblea, que temien crear expectatives que no podien ser satisfetes.
Conservadors com Gérard de Lally-Tollendal volien un sistema bicameral, amb una cambra alta designada pel rei, que tindria dret de veto. El 10 de setembre, la majoria liderada per Sieyès i Talleyrand ho va rebutjar a favor d'una assemblea única, mentre que Lluís XVI va conservar només un "vet suspensiu"; això significava que podia retardar l'aplicació d'una llei, però no bloquejar-la. Amb aquestes qüestions resoltes, es va convocar una nova comissió per acordar una constitució; el tema més polèmic restant va ser la ciutadania, vinculada ella mateixa al debat sobre l'equilibri entre drets i obligacions individuals. Finalment, la Constitució de 1791 va distingir entre "ciutadans actius" que tenien drets polítics, definits com a homes francesos majors de 25 anys, que pagaven impostos directes equivalents a tres dies de treball, i "ciutadans passius", que estaven restringits als "drets civils". Com a resultat, mai va ser totalment acceptat pels radicals del club dels jacobins.
Després de l'edició de Mirabeau, es va publicar el 26 d'agost com a declaració de principis. L'esborrany final contenia disposicions llavors considerades radicals en qualsevol societat europea, i menys encara a França el 1789. L'historiador francès Georges Lefebvre argumenta que, combinat amb l'eliminació dels privilegis i del feudalisme, "va posar en relleu la igualtat d'una manera que no ho va fer la (Declaració d'Independència dels Estats Units)". Més important encara, els dos diferiren en la intenció; Jefferson va veure que la Constitució i la Carta de Drets dels EUA fixaven el sistema polític en un moment concret, afirmant que "no contenien cap pensament original... però expressaven la ment nord-americana" en aquella etapa. La Constitució francesa de 1791 es va veure com un punt de partida, la Declaració proporcionava una visió aspiracional, una diferència clau entre les dues revolucions. Adjunt com a preàmbul a la Constitució francesa de 1791, i a la de la Tercera República Francesa de 1870 a 1940, es va incorporar a l'actual Constitució de França el 1958.

## Resum dels principis
La Declaració va definir un conjunt únic de drets individuals i col·lectius per a tots els homes. Influïts per la doctrina dels drets naturals, aquests drets es consideren universals i vàlids en tots els temps i llocs. Per exemple, "Els homes neixen i romanen lliures i iguals en drets. Les distincions socials només es poden basar en el bé general". Tenen certs drets naturals a la propietat, a la llibertat i a la vida. Segons aquesta teoria, el paper del govern és reconèixer i garantir aquests drets. A més, el govern hauria de ser exercit per representants electes.
Quan es va redactar, els drets continguts en la declaració només s'atorgaven als homes. A més, la declaració era una declaració d'intencions més que de realitat. La declaració no estava profundament arrelada ni a la pràctica d'Occident ni tan sols a França en aquell moment. La declaració va sorgir a finals del segle XVIII arran de la guerra i la revolució. Va trobar oposició, ja que la democràcia i els drets individuals eren sovint considerats com a sinònims d'anarquia i subversió en aquell moment. Aquesta declaració encarna ideals i aspiracions cap als quals França es va comprometre a lluitar en el futur.

## Substància
La Declaració s'introdueix mitjançant un preàmbul que descriu les característiques fonamentals dels drets, que es qualifiquen de "naturals, inalienables i sagrats" i de "principis simples i incontestables" sobre els quals els ciutadans podrien basar les seves reivindicacions. En el segon article, "els drets naturals i imprescriptibles de l'home" es defineixen com "llibertat, propietat, seguretat i resistència a l'opressió". Es demana la destrucció dels privilegis aristocràtics proclamant la fi del feudalisme i les exempcions d'impostos, llibertat i igualtat de drets per a tots els "Homes" i l'accés a càrrecs públics basats en el talent. La monarquia estava restringida, i tots els ciutadans tenien dret a participar en el procés legislatiu. Es va declarar la llibertat d'expressió i de premsa i es van prohibir les detencions arbitràries.
La Declaració també afirmava els principis de la sobirania popular, en contrast amb el dret diví dels reis que caracteritzava la monarquia francesa, i la igualtat social entre els ciutadans, «Tots els ciutadans, essent iguals als ulls de la llei, són igualment admissibles a tots els públics dignitats, llocs i ocupacions, segons la seva capacitat i sense cap altra distinció que la de les seves virtuts i dels seus talents", eliminant els drets especials de la noblesa i el clergat.

## Articles
Article I - Els homes neixen i romanen lliures i iguals en drets. Les distincions socials només es poden basar en el bé general.
Article II - L'objectiu de qualsevol associació política és la conservació dels drets naturals i imprescriptibles de l'home. Aquests drets són la llibertat, la propietat, la seguretat i la resistència a l'opressió.
Article III - El principi de qualsevol sobirania resideix essencialment en la Nació. Cap organisme, cap individu pot exercir cap autoritat que no provingui directament de la nació.
Article IV – La llibertat consisteix a fer qualsevol cosa que no perjudiqui els altres: per tant, l'exercici dels drets naturals de cadascú té només aquelles fronteres que asseguren als altres membres de la societat la fruició d'aquests mateixos drets. Aquestes fronteres només es poden determinar per llei.
Article V – La llei té el dret de prohibir només les accions lesives per a la societat. Qualsevol cosa que no estigui prohibida per la llei no es pot impedir, i ningú pot ser obligat a fer allò que no ordena.
Article VI - La llei és l'expressió de la voluntat general. Tots els ciutadans tenen dret a contribuir personalment o a través dels seus representants a la seva formació. Ha de ser igual per a tots, ja sigui que protegeixi, o que castigui. Tots els ciutadans, sent iguals als seus ulls, són igualment admissibles a totes les dignitats, llocs i ocupacions públiques, segons la seva capacitat i sense cap altra distinció que la de les seves virtuts i dels seus talents.
Article VII - Cap home no pot ser acusat, arrestat ni detingut sinó en els casos que la llei determini i segons les formes que aquesta hagi establert. Han de ser castigats els qui sol·licitin, enviïn, executin o facin executar ordres arbitràries; però qualsevol ciutadà cridat o detingut segons els termes de la llei ha d'obeir immediatament; es fa culpable per la resistència.
Article VIII – La llei només ha d'establir les sancions estrictament i evidentment necessàries, i ningú no pot ser castigat sinó en virtut d'una llei establerta i promulgada abans del delicte i legalment aplicada.
Article IX - Es presumeix innocent qualsevol home fins que no sigui declarat culpable si es considera indispensable detenir-lo, qualsevol rigor que no sigui necessari per a la seguretat de la seva persona ha de ser severament amonestat per la llei.
Article X - Ningú no pot ser incomodat per les seves opinions, fins i tot les religioses, sempre que la seva manifestació no pertorbi l'ordre públic establert per la llei.
Article XI - La lliure comunicació de pensaments i opinions és un dels drets més preuats de l'home: així qualsevol ciutadà pot parlar, escriure, imprimir lliurement, excepte per respondre a l'abús d'aquesta llibertat, en els casos que la llei determini.
Article XII – La garantia dels drets de l'home i del ciutadà requereix una força pública: aquesta força s'institueix així per a benefici de tots i no per a la utilitat particular d'aquells en qui es confia.
Article XIII – Per al manteniment de la força pública i per a les despeses d'administració, és indispensable una contribució comuna; s'ha de distribuir per igual entre tots els ciutadans, segons la seva capacitat de pagament.
Article XIV - Cada ciutadà té dret a constatar, per si mateix o per mitjà dels seus representants, la necessitat d'un impost públic, a consentir-lo lliurement, a conèixer els usos als quals se'n destina i a determinar la proporció, la base, la recaptació, i durada.
Article XV – La societat té el dret de passar comptes a qualsevol agent públic de la seva administració.
Article XVI - No té Constitució cap societat en la qual no s'assegura la garantia dels drets ni es determina la separació de poders.
Article XVII - La propietat és un dret inviolable i sagrat, ningú no pot ser privat del seu ús, si no ho és quan la necessitat pública, legalment assenyalada, ho requereixi de manera evident, i amb la condició d'una justa i prèvia indemnització.